# Petrache Lupu
Petrache Lupu (născut Petre Gheorghe Luca la 12 octombrie 1907, com. Maglavit, jud. Dolj – d. 14 decembrie 1994, com. Maglavit, jud. Dolj) a fost un cioban din comuna Maglavit, care a pretins că a avut mai multe viziuni divine în cursul anului 1935, într-un loc numit La Buturugi. În unele surse contemporane, este menționat cu numele său real, Petre Gheorghe Luca.
Între 1935 și 1936, se estimează că peste 2 milioane de oameni ar fi fost în pelerinaj la Maglavit. În 1935 s-a pus piatra de temelie pentru construirea unui așezământ monahal pe locurile unde Petrache Lupu a susținut că a avut viziunile.

## Biografie
Petrache Lupu s-a născut pe 12 octombrie 1907, în comuna Maglavit, județul Dolj, fiu al lui Gheorghe (atunci în vârstă de 22 de ani) și al lui Floarea (atunci în vârstă de 25 de ani). Rămas orfan de tată, se îmbolnăvește de "vărsat", în urma căruia rămâne surd și gângav. Din acest motiv este scutit de armată la 9 martie 1931, punându-i-se diagnosticul  de "otită medie supurată, bilaterală, cu perforația timpanelor și ușoară idioție" de către medicul militar. De la vârsta de 12 ani devine cioban, îngrijindu-se de oile ciobanilor mai înstăriți. Astfel, Petrache rămâne analfabet, având un vocabular redus. 
În 1932 se căsătorește cu Elisabeta Badea, și are doi copii: Alexandru și Mihai. Acesta din urmă este botezat de Carol al II-lea în septembrie 1935, când îl trimite la Maglavit pe generalul Sichitiu ca reprezentant. 
De-a lungul a trei săptămâni, în 31 mai, 7 iunie și 14 iunie 1935, Petrache Lupu ar fi avut o serie de trei revelații pe care le împărtășește consătenilor. Ulterior, datorită unor succesiuni de întâmplări minunate petrecute între oamenii prezenți, alături de cerificarea lor de către sute de persoane, fenomenul capătă rapid amploare. La aceasta, au susținut unii, a contribuit din plin și presa vremii care a acoperit pe larg subiectul (exp. revistele: Sfarmă-Piatră, Gândirea, Dimineața, Realitatea Ilustrată etc.).
Deși fenomenul "Maglavit" își diminuează din intensitate odată cu începerea celui de-Al Doilea Război Mondial, rămâne îndeajuns de puternic pentru ca autoritățile comuniste să se arate îngrijorate în politica lor de instaurare a ateismului. Prin urmare, Petrache Lupu este arestat în august 1949 și închis fără judecată la închisoarea Jilava. Este eliberat în luna octombrie a aceluiași an, după care își încetează aparițiile publice.
În 17 august, 1991, Petrache Lupu este vizitat la domiciliu de către poetul Adrian Păunescu, însoțit de Grigore Vieru și Constantin Preda. Această întâlnire a fost filmată, iar înregistrarea se găsește pe internet. La 84 de ani, Petrache Lupu era aproape surd, vederea fiindu-i restricționată la un singur ochi. Condițiile modeste de trai confirmă faptul că Petrache Lupu nu a beneficiat material de pe urma fenomenului Maglavit. Atât fiul lui Petrache, Alexandru Lupu, cât și tatăl (Petrache Lupu însuși), confirmă faptul că, înainte de cea de-a treia viziune, acesta din urmă era surdo-mut. 
În anul 2009, la 15 ani de la moartea sa, trupul său a fost deshumat în prezența unui sobor de preoți și a localnicilor. Osemintele au fost apoi mutate într-o raclă ce se regăsește în mănăstirea Maglavit. 

## Cele trei viziuni de la Maglavit

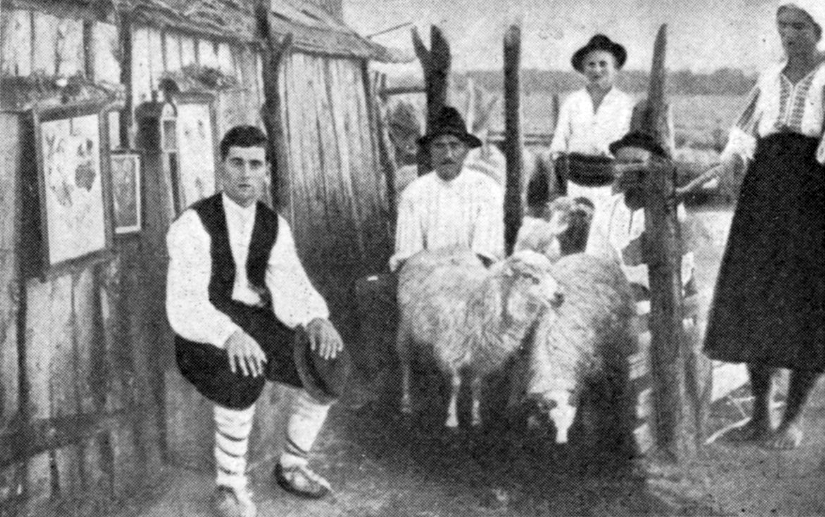
Petrache Lupu la stână

Conform relatărilor lui Petrache Lupu însuși, relatări pe care le repeta cu ocazia fiecărei predici pe care o ținea oamenilor, evenimentele s-au petrecut în felul următor:
"Iată ce spune. Vineri, întâia Vineri, a fost în sat.
La scăpătatul soarelui s'a întors la târlă. în drum, lângă tufa de plop, i s'a arătat un om bătrân, un moș. Era gros, zice Petrache și arată cu brațele : așa de gros. Avea păr mare și alb tot părul. Barba până la-brâu, albă. Mustața mare, albă. Haina albă ca mătasa. Nu călca pe pământ. Plutia la două palme dela pământ. Răspândia un miros frumos. L-a întrebat pe Petrache unde se duce, și Petrache a răspuns că se duce la târlă, îi era frică. Moșul - așa zice el - Moșul i-a spus să meargă să spună oamenilor și preoților să țină duminecile și sărbătorile. Când popa trage clopotul, nu numai unii să vină la biserică și alții la furat porumb în țarină. Copiii să cinstească părinții. Dacă nu se vor face buni, cu foc vor fi pedepsiți.
A trecut o săptămână, dar Petrache n'a spus nimic, nimănui. Nu că i-ar fi fost frică de cineva, dar ca să nu râdă lumea. A doua Vinere iarăși i s'a arătat Moșul. L-a întrebat: de ce n'ai făcut ce ți-am poruncit ?
El s'a rugat să-l ierte. Moșul i-a spus: Să-ți faci datoria. Dar iarăș a trecut o săptămână și n'a spus nimănui. Nu că s'ar fi temut, dar să nu râdă lumea. In Vinerea a treia, în acelaș loc, lângă tufa de plop ia eșit Moșul în cale. Cu glas gros și tare ca tunetul l-a întrebat: De ce n'ai spus oamenilor ? De ce nu ți-ai făcut datoria ? El s'a rugat din nou să fie iertat. Să mergi, zicea Moșul, să mergi să spui. El a zis că nu poate să meargă la lume. Cum să merg la lume, să râdă lumea ? Moșul i-a spus să nu se teamă. El îi va ajuta să nu se teamă de nimeni, când va spune ce-i poruncește Moșul".

## Minunile de la Maglavit și controverse în societatea vremii

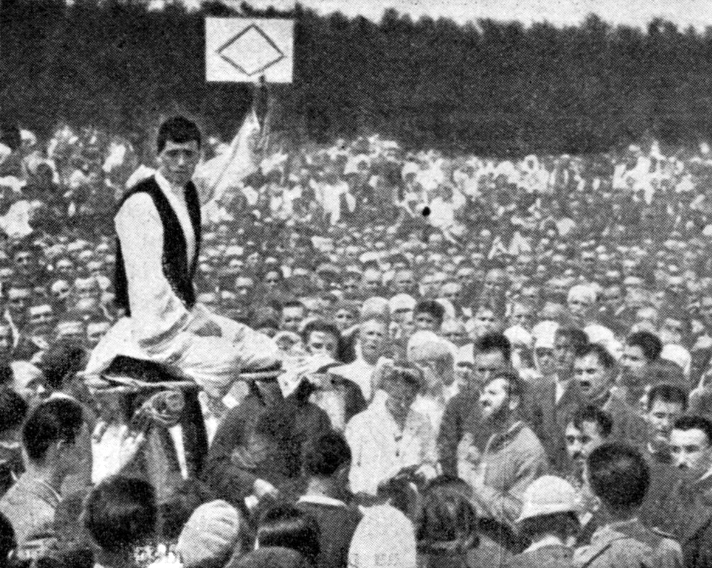
Petrache Lupu propovăduind

Părerile privitoare la veridicitatea revelațiilor lui Petrache Lupu au fost împărțite. Unii au considerat că ciobanul era nebun. Însuși istoricul Nicolae Iorga s-a arătat împotriva fenomenului în Congresul Național Bisericesc din 1935. În ziarul său, Neamul Românesc, Nicolae Iorga își publică pledoaria: 
"De ce nu se deschid oare porțile tuturor caselor de nebuni din România, unde sunt atâția oameni buni, religioși și care au viziuni încă mai curioase decât a «moșului»…?"
Împotrivă se pronunță și anumiți doctori (fără însă să cerceteze subiectul direct), însă părerile sunt majoritar pozitive. Unul dintre cei mai aprigi susținători ai lui Petrache Lupu este poetul și ziaristul Nichifor Crainic, care remarcă inteligența nativă a ciobanului, simplitatea, puritatea și simțul practic. Acesta, alături de numeroase alte persoane, mărturisesc vederea unei "fantome de lumină" în timpul uneia dintre predicile lui Petrache Lupu. Același lucru este mărturisit și de cunoscutul teolog Dumitru Stăniloae, care, pe lângă aceasta, relatează și o serie de minuni la care a fost el însuși martor. Per total, au existat numeroase mărturii de vindecări la fața locului, implicând orbi din naștere, surdo-muți, ologi etc. Ființele luminoase ce păreau a sta în spatele lui Petrache Lupu atunci când acesta predica au fost văzute, de mai multe ori, de mii de oameni simultan. Aflându-se în vizită în eparhia Aradului, este întâmpinat pretutindeni de mase mari de oameni, unii mărturisindu-și vindecarea ca urmare a rugăciunilor lui Petrache, cum ar fi fost cazul unui olog din Timișoara. 
Conform spuselor lui Nichifor Crainic, Petrache Lupu nu se credea sfânt, și nici nu cerea bani pentru a înființa o mănăstire pe locul revelațiilor. Totuși, a ajuns la punerea pietrei de temelie a mănăstirii de la Maglavit ca urmare a numeroaselor donații, având în intenție și construirea unui spital.

## Veziși
- Mănăstirea Maglavit